# Anton Dinslage
Anton Dinslage (* 1. Januar 1853 in Geseke; † 8. Januar 1922 in Arnsberg) war Jurist und Politiker der Zentrumspartei.

## Leben
Anton Dinslage besuchte die Gymnasien in Warburg und Brilon, bevor er in Göttingen, Würzburg und Leipzig Rechtswissenschaften studierte. Nach dem Studium war er ab 1882 zunächst Gerichtsassessor und ab 1886 Amtsrichter in Recklinghausen. Ab 1893 war er Landrichter und ab 1896 Landgerichtsrat beim Landgericht in Arnsberg. Im Jahr 1914 wurde Dinslage zum Geheimen Justizrat ernannt.
Von 1904 bis 1918 gehörte er für die Zentrumspartei als Abgeordneter des Wahlkreises Arnsberg 7 (Lippstadt – Arnsberg – Brilon) dem Preußischen Abgeordnetenhaus an. Nach der Novemberrevolution war er Mitglied der verfassungsgebenden preußischen Landesversammlung und danach kurze Zeit bis zu seinem Tod auch des preußischen Landtages. Außerdem war er im Kreis Arnsberg Vorsitzender der Zentrumspartei.